# Eugeniusz Klekowski
Eugeniusz Tadeusz Klekowski (ur. 25 listopada 1953 w Kobielach Wielkich) – polski polityk, poseł na Sejm PRL IX kadencji.

## Życiorys
Od 1972 pracował w Zakładach Przemysłowych „Komuna Paryska”. Działacz młodzieżowy, członek Rady Młodzieżowej Marynarki Wojennej. Po powrocie z wojska działał w Związku Socjalistycznej Młodzieży Polskiej, poza tym był wiceprezesem Rady Nadzorczej Robotniczej Spółdzielni Mieszkaniowej w Radomsku. W 1973 wstąpił do Polskiej Zjednoczonej Partii Robotniczej. Był w niej II sekretarzem POP w ZP „Komuna Paryska” oraz członkiem Komitetu Miejskiego i Gminnego. W 1982 skończył Technikum Mechaniczne dla Przodujących Robotników w Piotrkowie Trybunalskim. Radny Wojewódzkiej Rady Narodowej w Piotrkowie Trybunalskim. W latach 1985–1989 pełnił mandat posła na Sejm PRL IX kadencji w okręgu Piotrków Trybunalski z ramienia PZPR, zasiadając w Komisji Planu Gospodarczego, Budżetu i Finansów. Bez powodzenia kandydował w 2010 do rady Radomska z listy Sojuszu Lewicy Demokratycznej i w 2014 do rady powiatu radomszczańskiego z listy SLD Lewica Razem.

## Odznaczenia
- Srebrny Krzyż Zasługi (1973)
- Brązowy Krzyż Zasługi (1978)
- Odznaka „Za Zasługi dla Związku Socjalistycznej Młodzieży Polskiej” (1981)